# Fumer fait tousser
Fumer fait tousser es una película de antología de comedia francesa de 2022 escrita, filmada, editada y dirigida por Quentin Dupieux. Está protagonizada por un reparto coral, encabezado por Gilles Lellouche, Vincent Lacoste, Anaïs Demoustier, Jean-Pascal Zadi y Oulaya Amamra, junto a Adèle Exarchopoulos, Doria Tillier, Jérôme Niel, Blanche Gardin, Alain Chabat y Benoît Poelvoorde. La película sigue las aventuras de un equipo de cinco superhéroes (Lellouche, Lacoste, Demoustier, Zadi y Amamra) que se retiran obligatoriamente para reforzar la cohesión dentro de su grupo hasta que un enemigo llamado Lézardin (Poelvoorde) interrumpe esta retirada decidiendo destruir el planeta Tierra.
Fumer fait tousser tuvo su estreno mundial en el Festival de Cine de Cannes el 21 de mayo de 2022 en la sección no competitiva Midnight Screening. Fue estrenada en Francia el 30 de noviembre de 2022 por Gaumont y en Estados Unidos el 31 de marzo de 2023 por Magnolia Pictures. La película recibió reseñas generalmente positivas de los críticos, quienes elogiaron la escritura y la dirección, las actuaciones del elenco y el humor de Dupieux. Varios críticos franceses citaron a las Tortugas Ninja, Chōdenshi Bioman, Tales from the Crypt, Power Rangers y Les Nuls como inspiración para la película.

## Sinopsis
Después de una batalla devastadora contra una tortuga gigante diabólica, la Fuerza del Tabaco es enviada a un retiro obligatorio de una semana para fortalecer la cohesión de su grupo en descomposición. Su estancia transcurre maravillosamente bien hasta que Lézardin, Emperador del Mal, decide aniquilar el planeta Tierra.

## Reparto
- Gilles Lellouche como Benceno
- Vincent Lacoste como Metanol
- Anaïs Demoustier como Nicotina
- Jean-Pascal Zadi como Mercurio
- Oulaya Amamra como Amoníaco
- Alain Chabat como voz del Jefe Didier
- Doria Tillier como Agathe
- Blanche Gardin como Tía Tony
- Adèle Exarchopoulos como Céline
- Jérôme Niel como Bruno
- Grégoire Ludig como Christophe
- Benoît Poelvoorde como Lézardin
- Thémis Terrier-Thiebaux como Josette
- Anthony Sonigo como Michael
- David Marsais como Jacques
- Julia Faure como Denise

## Estreno
Fumer fait tousser se estrenó en la sección de medianoche del Festival de Cine de Cannes el 21 de mayo de 2022. Se estrenó en cines en Francia el 30 de noviembre de 2022.